# Vnitřní město (Bratislava)

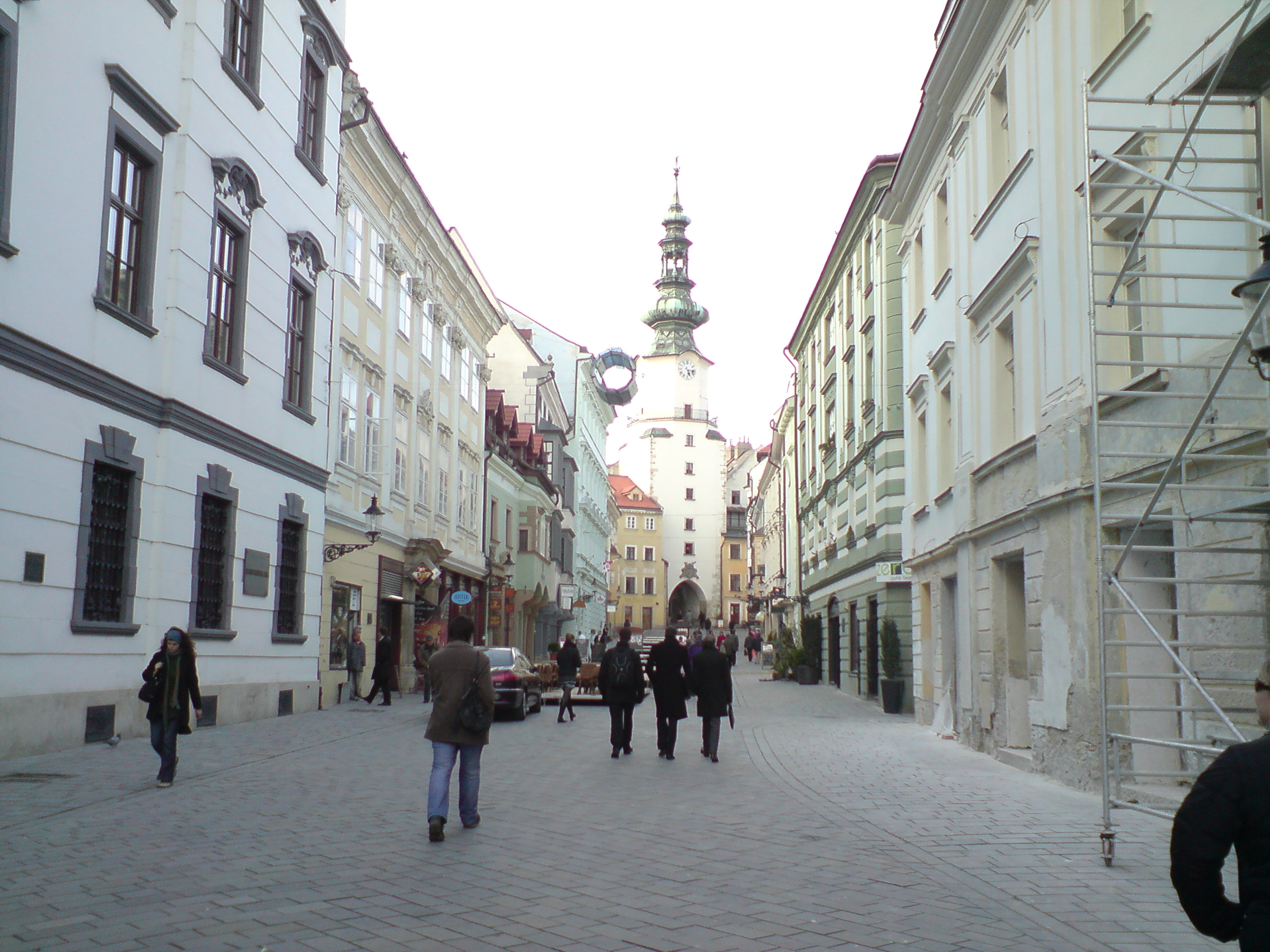
Michalská

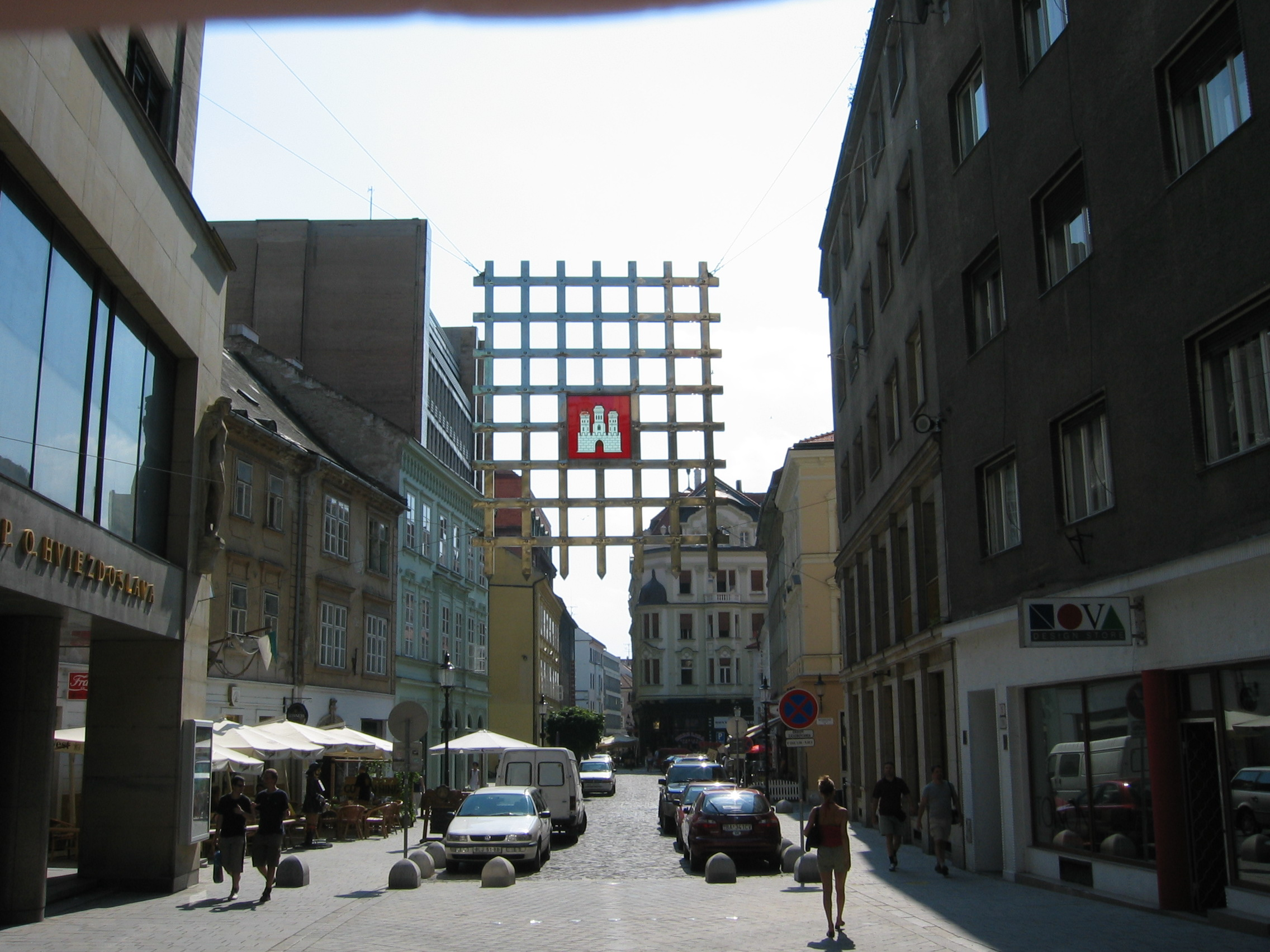
Laurinská

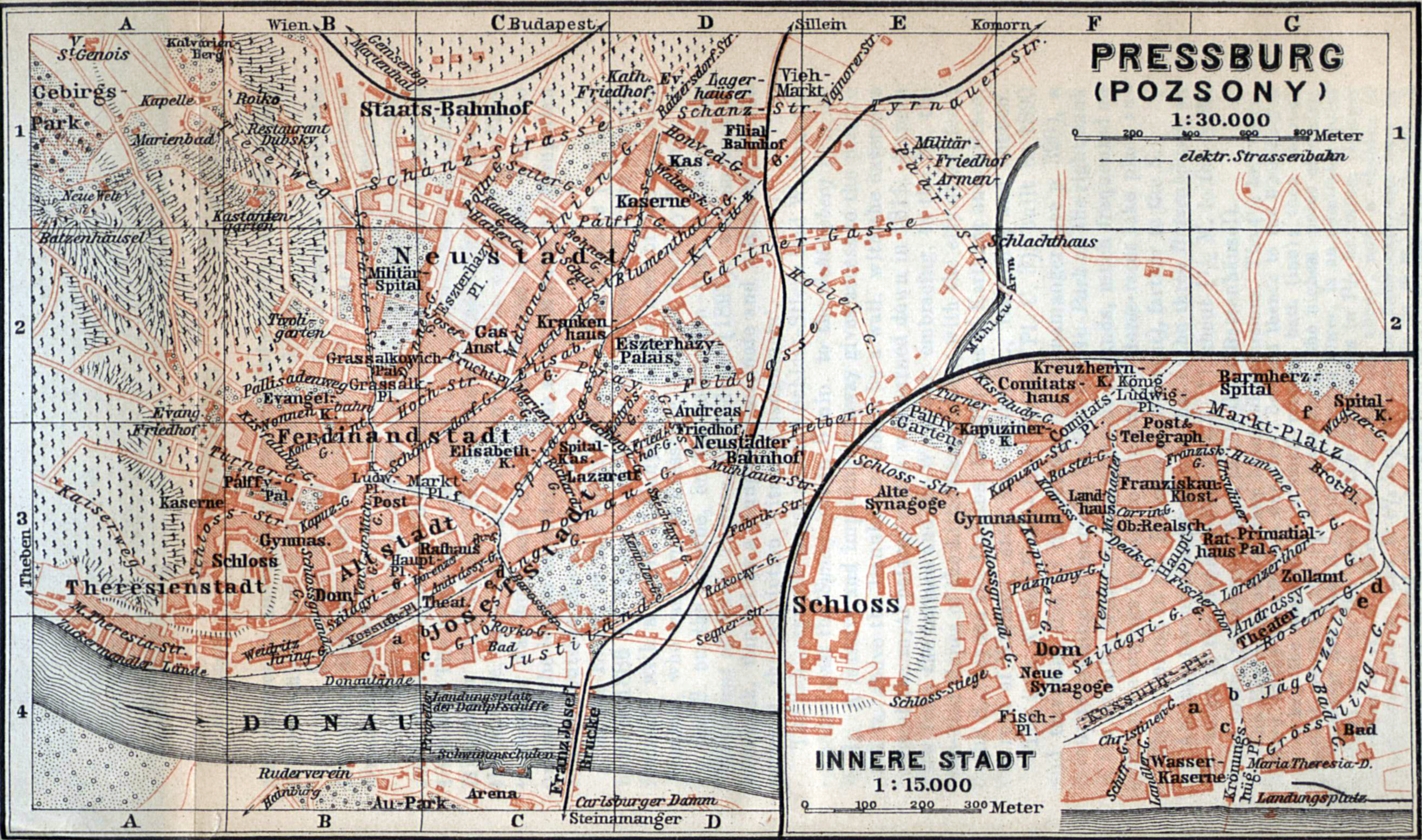
Mapa vnitřního města (Innere Stadt) z roku 1905

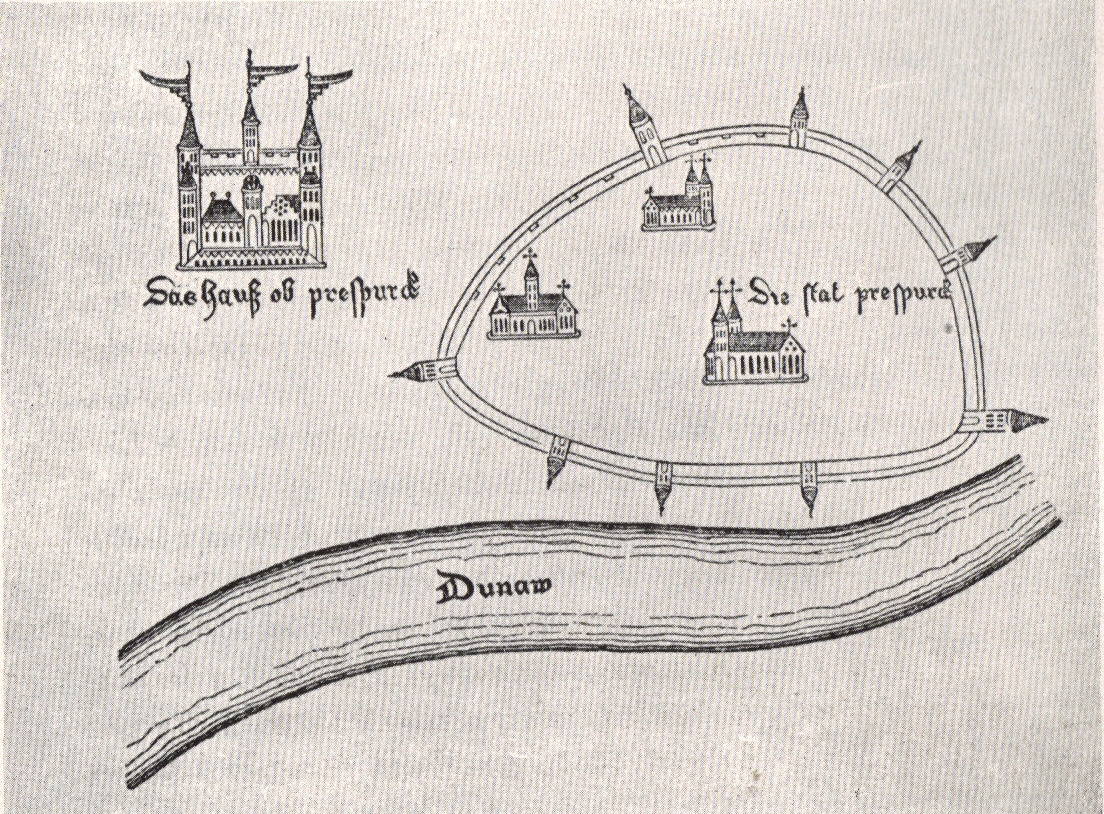
Bratislava v 15. století

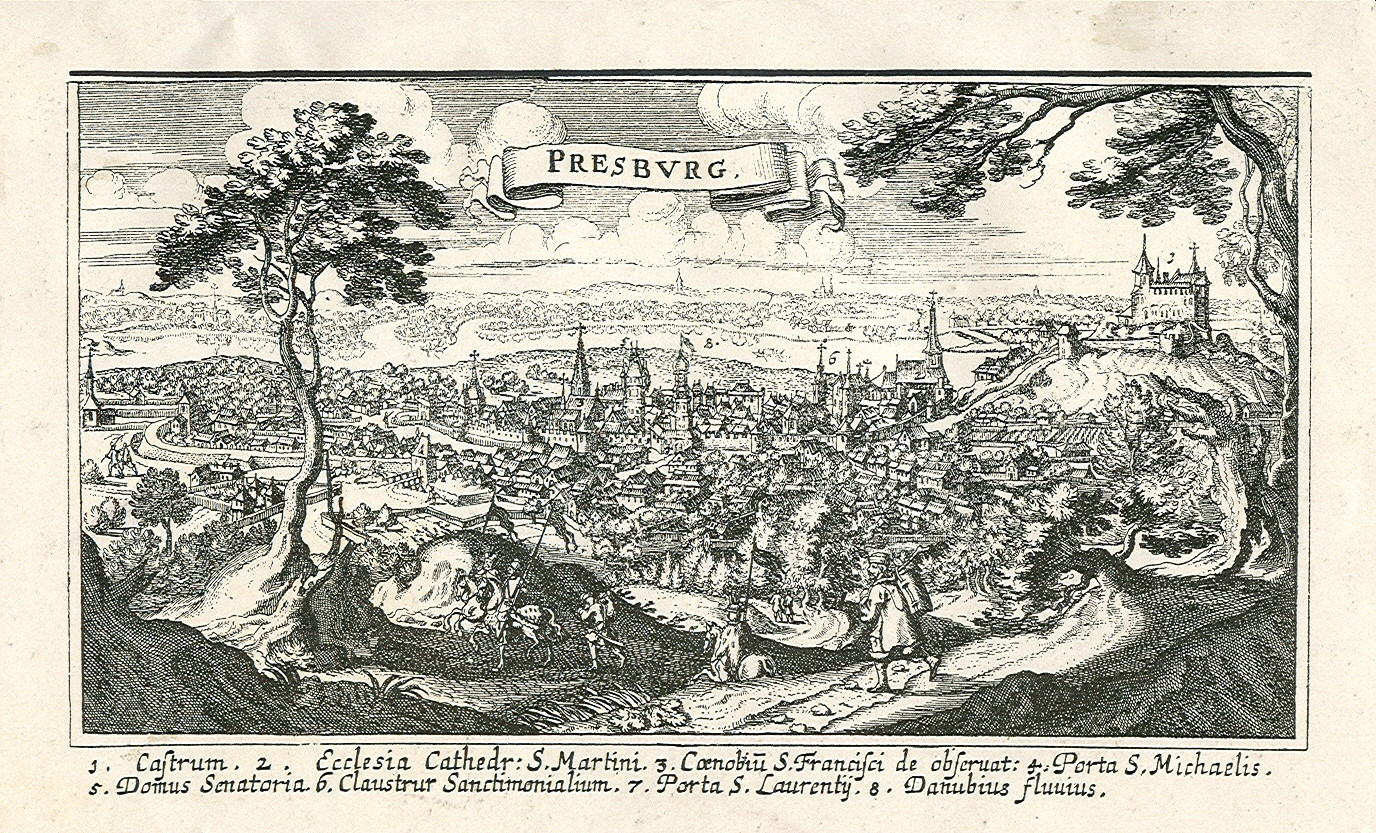
Bratislava v 17. století

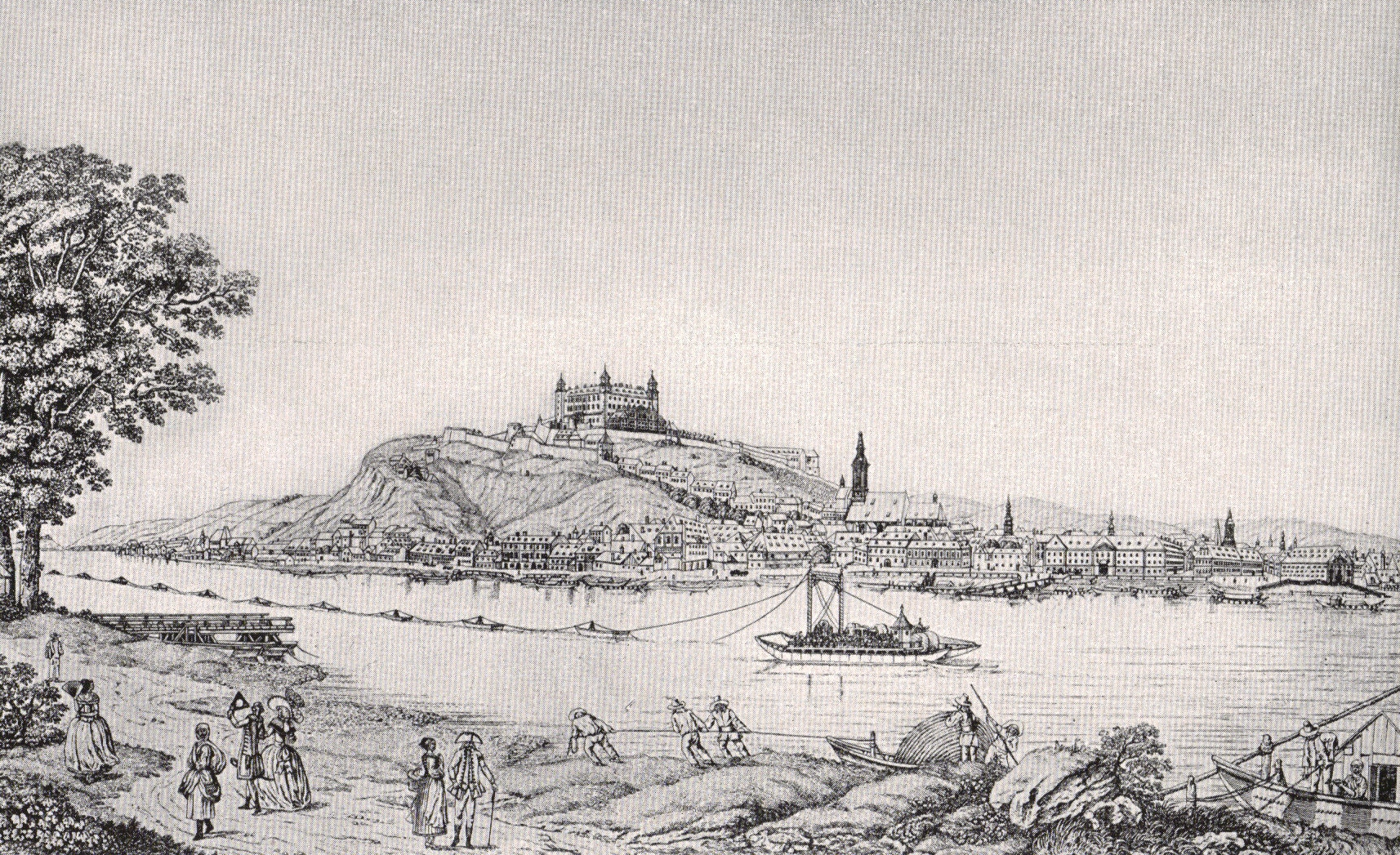
Bratislava v 18. století

Vnitřní město je část Bratislavy uvnitř bývalých městských hradeb, tj. původní vlastní město Bratislava.

## Název
Označení „vnitřní město“ se používalo i jako oficiální administrativní označení, a to (přinejmenším) v 18. století a až do roku 1848. V roce 1848 bylo totiž k Bratislavě administrativně připojeno Podhradie a při této příležitosti bylo mimo jiné jedno předměstí přejmenováno na Nové Město a Vnitřní město (něm. Innere Stadt) přejmenováno na Staré město (něm. Altstadt; 1921–1930 nazývané I. okres Staré město, 1930–1949 I. okres). Pojem Staré město zahrnuje výrazně širší území než jen vnitřní město.

## Poloha
Vnitřní město nezahrnuje dunajské nábřeží (patřilo k předměstím), Podhradie (kam patří Vydrica a Zuckermandel) ani Bratislavský hrad, který byl oddělen od města vodním příkopem, který se nacházel zhruba v místech dnešní Staroměstské ulice.
V současnosti ho ohraničuje na západě Staroměstská, na severu Kapucínská ulice, Hurbanovo náměstí a Náměstí SNP, na východě Kamenné náměstí a na jihu Hviezdoslavovo náměstí a Gorkého ulice.

## Charakteristika
Je to historická část Bratislavy mezi historickými městskými hradbami s obrannými věžemi a baštami a mezi čtyřmi bývalými městskými branami, kterými byly Michalská brána, Laurinská brána, Rybářská brána a Vydrická brána. Dnes tvoří část městské části Staré Město a je to turisticky nejnavštěvovanější část města, obsahující četné kulturní a historické památky. Jeho rozloha je pouze okolo 0,2 km². Dodnes se zachoval původní půdorys, ulice a náměstí v téměř původní podobě. Sídlily zde významné instituce, bývalá uherská šlechta, byly zde korunováni králové a jistý čas zde zasedal Uherský sněm.

## Ulice
Následuje přehled ulic a náměstí a jejich historických názvů platných v roce 1900 (názvy se předtím i potom mnohokrát měnily). První úřední pojmenování ulic v Bratislavě se objevilo v roce 1879 (od roku 1890 povinně dvojjazyčné německé a maďarské), ale ulice byly pojmenovány už dříve. Maďarské názvy ulic se před rokem 1879 vyskytovaly velmi vzácně (zpravidla jen pro pár nejvýznamnějších ulic), jinak byly všechny názvy německé resp. dříve i latinské.
| Název           | Historický název 1900                            | Historický název 1900                    |
| Název           | Německý                                          | Maďarský                                 |
| --------------- | ------------------------------------------------ | ---------------------------------------- |
| Baštová         | Basteigasse                                      | Rekész utca                              |
| Bílá            | Corvinusgasse                                    | Corvinus utca                            |
| Farská          | Pfarrgasse                                       | plebán utca                              |
| Františkánská   | Franziskanergasse                                | Barát utca                               |
| Kapitulská      | Kapitelgasse                                     | Káptalan utca                            |
| Klariská        | Klarissergasse                                   | Klarussa utca                            |
| Klobučnícka     | Hutterergasse                                    | (Kis) Kalapos utca                       |
| Kostolná        | Rathhausgässchen                                 | Városház utca                            |
| Laurinská ulice | Lorenzerthorghasse                               | Lőrinckapu utca                          |
| Michalská       | Michaelergasse                                   | Mihályutca                               |
| Na vršku        | Berg (e) lgasse                                  | domb utca                                |
| Nedbalova       | Hummelgasse                                      | Hummel utca                              |
| Panská          | Langegasse, Herrengasse, Szilágyigasse (od 1901) | hosszú út, Szilágyi Dezső utca (od 1901) |
| Podjezd         | Schwiebbogen                                     | Boltív                                   |
| Prepoštská      | Pázmánygasse                                     | Pázmány utca                             |
| Radniční        | Rathausgasse                                     | Városház utca                            |
| Sedlářská       | Sattlergasse                                     | Nyerges utca                             |
| Uršulínska      | Ursulinengasse                                   | Orsolya utca                             |
| Úzká            | Zwingergasse                                     | szukam utca                              |
| Ventúrska       | Venturgasse                                      | Ventur utca                              |
| Zámečnická      | Rómergasse                                       | Romero Florence utca                     |
| Zelená          | Grünstüblgasse                                   | Zöldszoba utca                           |

## Náměstí
| Název                                | Historický název  | Historický název |
| Název                                | Německý           | Maďarský         |
| ------------------------------------ | ----------------- | ---------------- |
| Františkánské náměstí                | Franziskanerplatz | Ferenciek tér    |
| Hlavní náměstí                       | Hauptplatz        | fotr             |
| Primaciálne náměstí                  | Batthyányplatz    | Prime tér        |
| Rudnayovo náměstí                    | Domplatz          | Székesegyház tér |
| Chlebový trh (dnes část Náměstí SNP) | Brodplatz         | kenyér piace     |